# Polydrusus formosus
Espèce
Le charançon vert soyeux ou polydrose vert soyeux (Polydrusus formosus) est une espèce d'insectes coléoptères de la famille des Curculionidae originaire d'Europe et introduit dans maintes régions du monde, qui vit notamment dans les boisés et les forêts mixtes. Il peut atteindre de 5 à 7 mm de long, voire davantage.

## Répartition
Europe ; en Amérique du Nord, il se rencontre du Nouveau-Brunswick à la Pennsylvanie jusqu'aux Grands Lacs où il s'alimente surtout des feuilles du Bouleau jaune (Betula alleghaniensis).
Synonymie :
- Polydrusus sericeus (Schaller, 1783)

## Confusion
Polydrusus impressifrons (français : charançon vert pâle) lui ressemble, mais ses élytres présentent des stries plus larges et légèrement sinueuses.